# Твіллінгейт
Твіллінгейт (англ. Twillingate) — містечко в Канаді, у провінції Ньюфаундленд і Лабрадор.

## Населення
За даними перепису 2016 року, містечко нараховувало 2196 осіб, показавши скорочення на 3,2%, порівняно з 2011-м роком. Середня густина населення становила 85,3 осіб/км².
З офіційних мов обидвома одночасно володіли 20 жителів, тільки англійською — 2 140. Усього 5 осіб вважали рідною мовою не одну з офіційних.
Працездатне населення становило 51% усього населення, рівень безробіття — 26,5% (29,4% серед чоловіків та 24,2% серед жінок). 88,5% осіб були найманими працівниками, а 8,5% — самозайнятими.
Середній дохід на особу становив $36 890 (медіана $24 026), при цьому для чоловіків — $47 518, а для жінок $27 273 (медіани — $32 819 та $20 544 відповідно).
24,7% мешканців мали закінчену шкільну освіту, не мали закінченої шкільної освіти — 35,9%, 39,4% мали післяшкільну освіту, з яких 16,1% мали диплом бакалавра, або вищий.
| Статево-вікова структура населення | Статево-вікова структура населення | Статево-вікова структура населення | Статево-вікова структура населення | Статево-вікова структура населення |
| ---------------------------------- | ---------------------------------- | ---------------------------------- | ---------------------------------- | ---------------------------------- |
|                                    |                                    |                                    |                                    |                                    |
| Всього                             | Всього                             | 48,4%51,6%                         |                                    |                                    |
| 0 — 14 років                       | 0 — 14 років                       |                                    | 9,1%                               | 9,1%                               |
| 15 — 64 років                      | 15 — 64 років                      |                                    | 59,5%                              | 59,5%                              |
| 65 і більше                        | 65 і більше                        |                                    | 31,4%                              | 31,4%                              |
| 85 і більше                        | 85 і більше                        |                                    | 3,2%                               | 3,2%                               |
| Середній вік (років)               | Середній вік (років)               | 49,452,9                           | 51,2                               | 51,2                               |
| Медіана (років)                    | Медіана (років)                    | 53,856,6                           | 55,0                               | 55,0                               |
| — чоловіки — жінки                 |                                    |                                    |                                    |                                    |

| Походження мешканців:     | Походження мешканців:     | Походження мешканців: | Походження мешканців: | Походження мешканців: |
| ------------------------- | ------------------------- | --------------------- | --------------------- | --------------------- |
| Походження                |                           |                       | осіб                  | %                     |
| Корінні американці        | Корінні американці        |                       | 40                    | 1.87%                 |
| Інше північноамериканське | Інше північноамериканське |                       | 1 465                 | 68.46%                |
| Європейське               | Європейське               |                       | 995                   | 46.5%                 |
| британське                | британське                |                       | 975                   | 45.56%                |
| французьке                | французьке                |                       | 15                    | 0.7%                  |
| Азійське                  | Азійське                  |                       | 10                    | 0.47%                 |

| Зайнятість населення за галузями (за класифікацією NOC): | Зайнятість населення за галузями (за класифікацією NOC): | Зайнятість населення за галузями (за класифікацією NOC): | Зайнятість населення за галузями (за класифікацією NOC): | Зайнятість населення за галузями (за класифікацією NOC): |
| -------------------------------------------------------- | -------------------------------------------------------- | -------------------------------------------------------- | -------------------------------------------------------- | -------------------------------------------------------- |
|                                                          |                                                          |                                                          |                                                          |                                                          |
| Управління                                               | Управління                                               |                                                          | 8,2%                                                     | 8,2%                                                     |
| Бізнес, фінанси та адміністрування                       | Бізнес, фінанси та адміністрування                       |                                                          | 5,7%                                                     | 5,7%                                                     |
| Природничі та прикладні науки                            | Природничі та прикладні науки                            |                                                          | 1,5%                                                     | 1,5%                                                     |
| Охорона здоров'я                                         | Охорона здоров'я                                         |                                                          | 7,2%                                                     | 7,2%                                                     |
| Освіта, правозахист, муніципальні та урядові служби      | Освіта, правозахист, муніципальні та урядові служби      |                                                          | 19,1%                                                    | 19,1%                                                    |
| Мистецтво, культура, відпочинок та спорт                 | Мистецтво, культура, відпочинок та спорт                 |                                                          | 1,5%                                                     | 1,5%                                                     |
| Роздрібна торгівля та послуги                            | Роздрібна торгівля та послуги                            |                                                          | 16%                                                      | 16%                                                      |
| Гуртова торгівля, транспорт та обладнання                | Гуртова торгівля, транспорт та обладнання                |                                                          | 23,2%                                                    | 23,2%                                                    |
| Природні ресурси, сільське господарство                  | Природні ресурси, сільське господарство                  |                                                          | 12,4%                                                    | 12,4%                                                    |
| Виробництво                                              | Виробництво                                              |                                                          | 5,7%                                                     | 5,7%                                                     |

## Клімат
Середня річна температура становить 3,9°C, середня максимальна – 18,8°C, а середня мінімальна – -12,5°C. Середня річна кількість опадів – 1 062 мм.
| Клімат поселення                              | Клімат поселення | Клімат поселення | Клімат поселення | Клімат поселення | Клімат поселення | Клімат поселення | Клімат поселення | Клімат поселення | Клімат поселення | Клімат поселення | Клімат поселення | Клімат поселення | Клімат поселення |
| Показник                                      | Січ.             | Лют.             | Бер.             | Квіт.            | Трав.            | Черв.            | Лип.             | Серп.            | Вер.             | Жовт.            | Лист.            | Груд.            |                  |
| Середній максимум, °C                         | −1,83            | −2,4             | 1,27             | 6,48             | 10,88            | 15,56            | 18,79            | 18,66            | 14,58            | 9,49             | 4,72             | −0,51            |                  |
| Середня температура, °C                       | −6,86            | −7,43            | −3,78            | 1,43             | 5,84             | 10,54            | 15,63            | 15,53            | 11,41            | 6,32             | 1,54             | −3,68            |                  |
| Середній мінімум, °C                          | −11,91           | −12,48           | −8,81            | −3,6             | 0,82             | 5,47             | 12,46            | 12,35            | 8,26             | 3,17             | −1,62            | −6,84            |                  |
| Норма опадів, мм                              | 89               | 82               | 83               | 76               | 76               | 85               | 84               | 102              | 100              | 97               | 97               | 91               |                  |
| Середньомісячна швидкість вітру, м/с          | 6.58             | 6.23             | 6.08             | 5.70             | 5.28             | 5.00             | 4.60             | 4.78             | 5.30             | 5.88             | 6.38             | 6.71             |                  |
| Середньомісячна сонячна радіація, кДж/м²·день | 3458             | 6354             | 10510            | 14243            | 17370            | 19056            | 18776            | 15765            | 11471            | 6752             | 3717             | 2636             |                  |
| --------------------------------------------- | ---------------- | ---------------- | ---------------- | ---------------- | ---------------- | ---------------- | ---------------- | ---------------- | ---------------- | ---------------- | ---------------- | ---------------- | ---------------- |
| Джерело:                                      |                  |                  |                  |                  |                  |                  |                  |                  |                  |                  |                  |                  |                  |